# Impatiens percordata
Impatiens percordata är en balsaminväxtart. Impatiens percordata ingår i släktet balsaminer, och familjen balsaminväxter.

## Underarter
Arten delas in i följande underarter:
- I. p. newbouldiana
- I. p. percordata